# 騰中重工
騰中重工（とうちゅうじゅうこう、簡体字：四川腾中重工机械有限公司、繁体字：四川騰中重工機械有限公司（しせんとうちゅうじゅうこうきかいゆうげんこうし）、英：Sichuan Tengzhong Heavy Industrial Machinery Company Ltd)は、中華人民共和国四川省成都市に本拠を置く民営非上場の重工業の企業である。
主に特殊車両、橋梁用・一般用建設機械、新エネルギーや石油化学プラントなどエネルギー関連設備、車体・車両を生産する。従業員数は4800人（2008年時点）。
2009年6月1日のゼネラルモーターズ破産に伴い、同年6月3日には生産設備を含む「ハマーブランド」の買収について暫定合意していたものの、中国政府からの承認が得られず合意は破棄された。

## 歴史
- 公司紹介(簡体字)を参照のこと。

騰中重工の成立は2005年1月で、元の名は四川騰中機械設備製造有限公司であった。2008年1月に現在の名称に改めた。